# Огаст (Каліфорнія)
Огаст (англ. August) — переписна місцевість (CDP) в США, в окрузі Сан-Хоакін штату Каліфорнія. Населення — 8628 осіб (2020).

## Географія
Огаст розташований за координатами 37°58′46″ пн. ш. 121°15′45″ зх. д. / 37.97944° пн. ш. 121.26250° зх. д. (37.979574, -121.262454).  За даними Бюро перепису населення США в 2010 році переписна місцевість мала площу 3,24 км², уся площа — суходіл.

## Демографія
Згідно з переписом 2010 року, у переписній місцевості мешкало 8390 осіб у 2298 домогосподарствах у складі 1774 родин. Густота населення становила 2589 осіб/км².  Було 2560 помешкань (790/км²).
Расовий склад населення:
| - 46,7 % — білих - 4,3 % — азіатів - 2,7 % — чорних або афроамериканців - 2,2 % — корінних американців - 0,2 % — вихідців з тихоокеанських островів - 37,1 % — осіб інших рас |

До двох чи більше рас належало 6,9 %. Частка іспаномовних становила 70,3 % від усіх жителів.
За віковим діапазоном населення розподілялося таким чином: 34,0 % — особи молодші 18 років, 59,0 % — особи у віці 18—64 років, 7,0 % — особи у віці 65 років та старші. Медіана віку мешканця становила 28,0 року. На 100 осіб жіночої статі у переписній місцевості припадало 107,1 чоловіків;  на 100 жінок у віці від 18 років та старших — 107,6 чоловіків також старших 18 років.
Середній дохід на одне домашнє господарство  становив 39 016 доларів США (медіана — 31 763), а середній дохід на одну сім'ю — 40 151 долар (медіана — 34 667). Медіана доходів становила 30 676 доларів для чоловіків та 19 694 долари для жінок. За межею бідності перебувало 39,6 % осіб, у тому числі 57,8 % дітей у віці до 18 років та 14,1 % осіб у віці 65 років та старших.
Цивільне працевлаштоване населення становило 2938 осіб. Основні галузі зайнятості: сільське господарство, лісництво, риболовля — 15,3 %, виробництво — 13,6 %, освіта, охорона здоров'я та соціальна допомога — 12,2 %.